# 劉世禎
劉世禎，直隸河間府東光人，清朝政治人物、進士出身。

## 生平
萬曆四十年，順天府鄉試中舉。順治三年，登進士。順治四年，擔任石城縣知縣。